# No Offence
No Offence est une série télévisée britannique en 21 épisodes de 47 minutes créée par Paul Abbott et diffusée entre le 5 mai 2015 et le 18 octobre 2018 sur Channel 4.
En France, la première saison de la série a été diffusée du 29 février au 7 mars 2016 sur France 2 puis rediffusée en décembre 2017, parallèlement à la diffusion de la deuxième saison. Elle reste inédite dans les autres pays francophones.

## Synopsis
À Manchester, au nord-ouest de l'Angleterre, le commandant Vivienne Deering est à la tête d'une unité de police installée dans un quartier miteux de la ville. Avec ses deux adjointes, le lieutenant Dinah Kowalska et le capitaine Joy Freers, elle est habituée à gérer les petits délits quotidiens. Mais un jour, l'équipe se retrouve face à une série de meurtres de jeunes filles atteintes de trisomie 21. Elle se met alors à la recherche d'un tueur en série retors.

## Fiche technique
- Titre original et français : No Offence
- Création : Paul Abbott
- Réalisation : Catherine Morshead (en), Harry Bradbeer, David Kerr (en) et Misha Manson-Smith
- Scénario : Paul Abbott, Paul Tomalin (en), Jimmy Dowdall, Mark Greig et Jack Lothian
- Décors : Tom Sayer
- Costumes : June Nevin
- Photographie : David Marsh, Jamie Cairney, Mark Garrett et Kieran McGuigan
- Montage : Justin Krish, Lois Bygrave et Helen Chapman
- Musique : Vince Pope
- Production : Anna Ferguson et Simon Meyers
  - Production déléguée : Paul Abbott et Martin Carr
- Sociétés de production : AbbottVision (en)
- Sociétés de distribution :
- Pays d'origine : Royaume-Uni
- Langue originale : Anglais
- Format : couleur - HD - 16:9 - son stéréo
- Genre : Policier
- Durée : 47 minutes (par épisode)

## Distribution
- Joanna Scanlan (VF : Nathalie Homs) : Commandant Vivienne Deering
- Elaine Cassidy (VF : Marie Diot) : Lieutenant Dinah Kowalska
- Alexandra Roach (VF : Joséphine Ropion) : Capitaine Joy Freers
- Will Mellor (en) (VF : Philippe Valmont) : Lieutenant Spike Tanner
- Colin Salmon (VF : Jean-Paul Pitolin) : Commandant en chef Darren Maclaren
- Paul Ritter (VF : Gérard Darier) : Randolph Miller
- Ste Johnston (VF : Yannick Blivet) : Jonah Mitchell
- Tom Varey (VF : Julien Crampon) : Stuart O'Connell
- Neet Mohan (VF : Grégory Navis) : Taz Ahmed
- Saira Choudhry (en) (VF : Magali Rosenzweig) : Tegan Thompson
- Risteárd Cooper (en) : Laurie Gaskell
- Charlie May-Clark : Cathy Calvert, victime
- Kate O'Flynn (VF : Josy Bernard) : Dr Peep
- Hanna Bieniuszewicz : Magda Kowalska
- Mia Blakeley : Tessa Kowalska
- Hannah Walters (VF : Delphine Braillon) : Connie Ball
- Siobhan McSweeney (VF : Jessie Lambotte) : Ruth Cheetham
- Philip McGinley (en) : Bob Simmons

Version française :
- - Société de doublage : MFP
  - Direction artistique : Viviane Ludwig
  - Adaptation des dialogues : Laurent Modigliani, Agnès Pauchet, Anne Estève, Olivier Jankovic et Perrine Dézulier
  - Enregistrement et mixage : Benoît Lefebvre et Samuel Beaucamps

 Source et légende : version française (VF) sur RS Doublage

## Production

### Développement

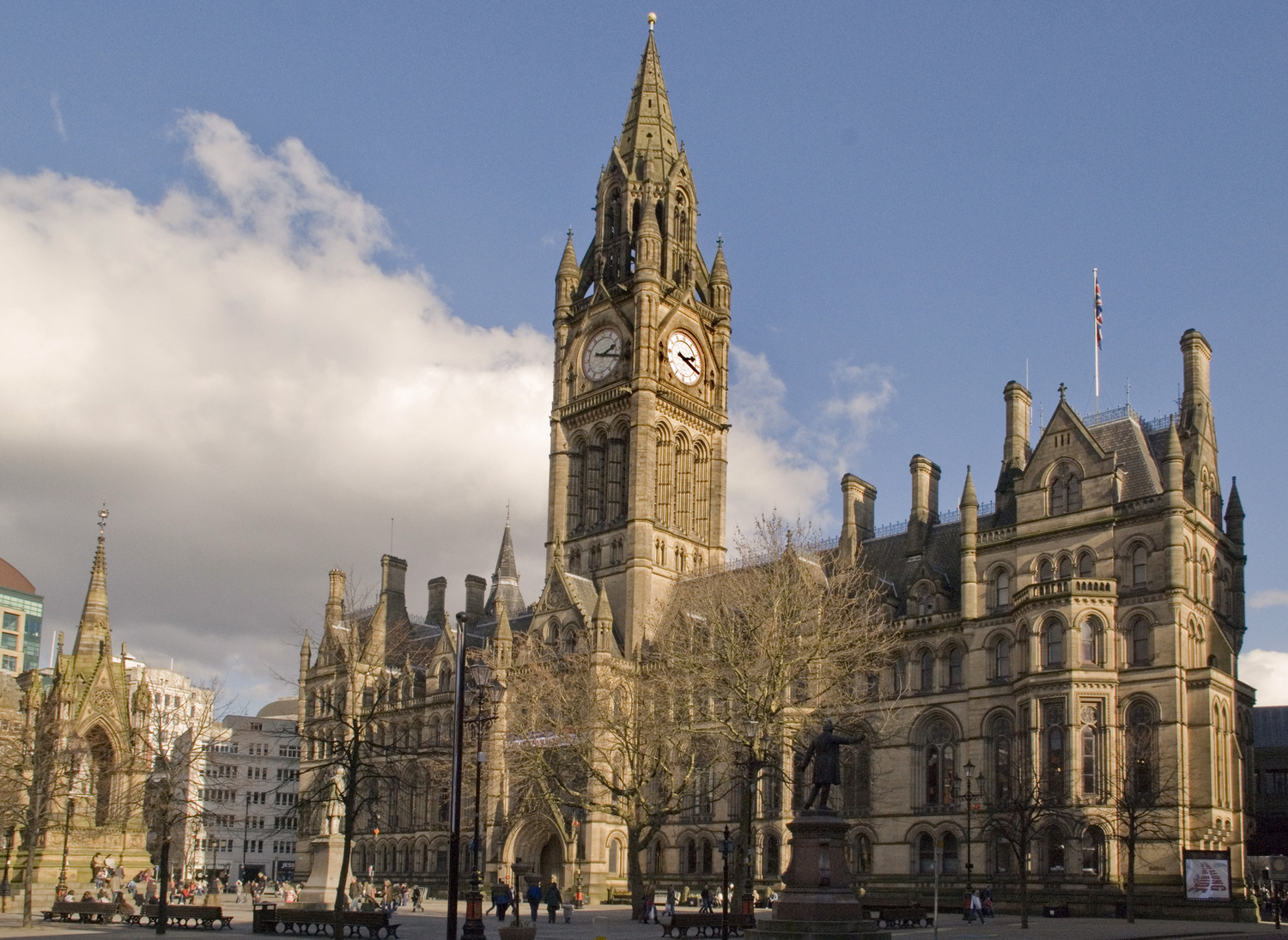
Hôtel de ville de Manchester.

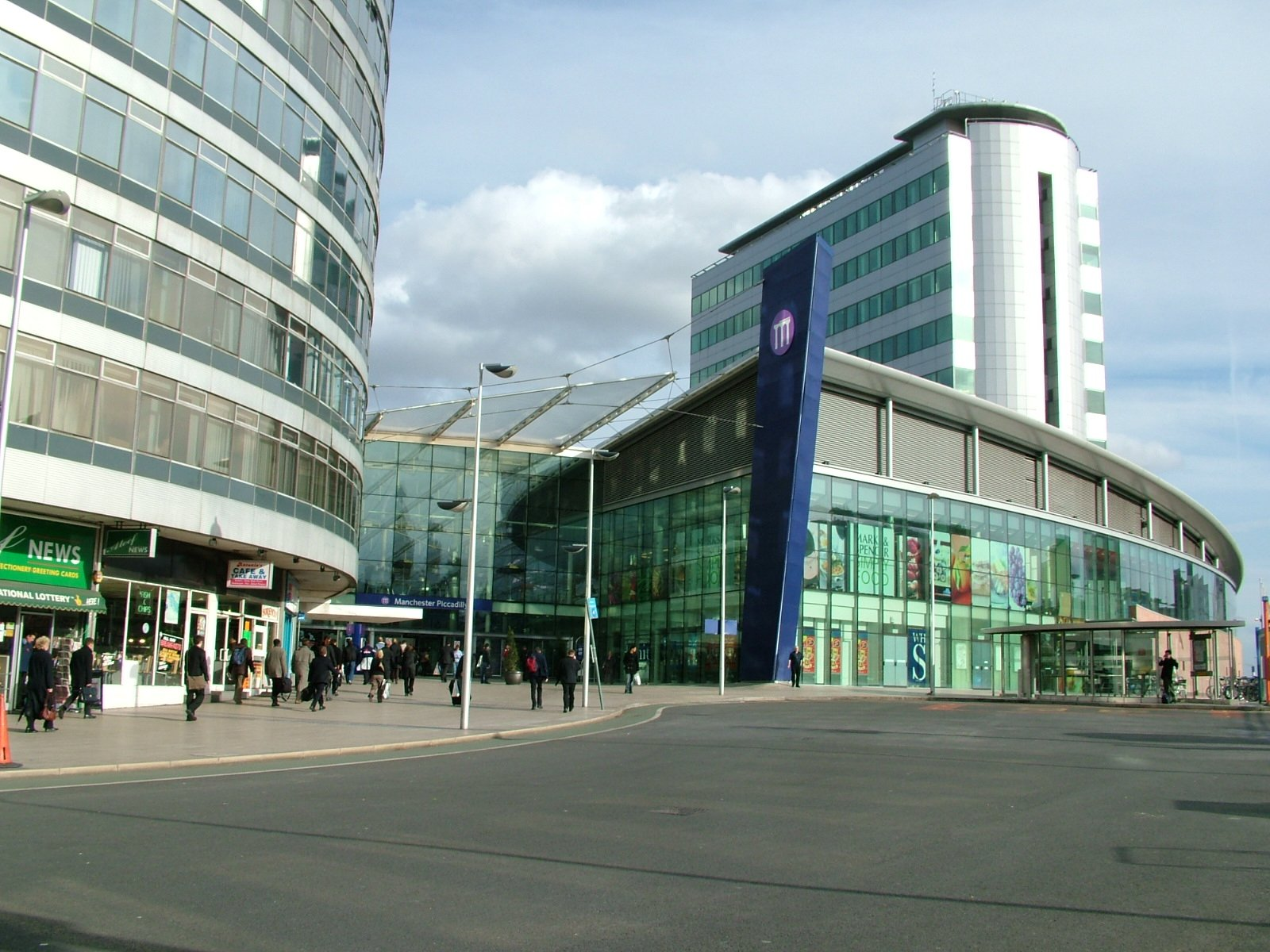
Gare de Manchester Piccadilly.

En mai 2013, la série britannique Shameless touche à sa fin sur Channel 4. La chaîne commande alors une nouvelle série à son créateur, Paul Abbott. Ce dernier décide de raconter le quotidien d'un groupe de policiers à Manchester en mélangeant « drame policier, saga familiale et pagaille sociale ». La série est portée par un trio de femmes, une première pour une série policière.
Le titre de la série, No Offence, est une expression anglaise utilisée pour dire « je ne veux pas vous offenser ». Elle est souvent suivie d'un « mais » introduisant une remarque blessante. Pour le créateur de la série, cette expression définit bien son œuvre et les téléspectateurs : « Sans vouloir vous offenser, vous allez prendre cher ! »
La série est tournée en 2014 à Manchester et fait apparaitre des lieux tels que l'Hôtel de ville, la gare de Manchester Piccadilly, le secteur d'Ancoats et le quartier de Salford Quays.
En juin 2015, la série est renouvelée pour une seconde saison de sept épisodes. Le tournage doit commencer début 2016.
En juillet 2017, la troisième saison était annoncée, elle est diffusée à la rentrée 2018.

## Épisodes

### Première saison (2015)
La saison est diffusée du 5 mai au 23 juin 2015 sur Channel 4.
1. Erreur sur la personne (Too Eager by Half) (Episode 1)
2. Cocktails meurtriers (Deadly Cocktails) (Episode 2)
3. L'Un des vôtres (One of Your Own) (Episode 3)
4. Mauvais Payeurs (Slicing and Dicing) (Episode 4)
5. Coupable un jour (A Justified Grievance) (Episode 5)
6. Esclavage moderne (Divided Loyalties) (Episode 6)
7. Le Deuxième Homme (Killing Time) (Episode 7)
8. Entorse au règlement (Dinah's Discovery) (Episode 8)

### Deuxième saison (2017)
La saison est diffusée du 4 janvier au 15 février 2017 sur Channel 4.
1. Cadavre miné (Episode 1)
2. L'Embrasement (Episode 2)
3. Les Liens du sang (Episode 3)
4. Affaires de famille (Episode 4)
5. Coups bas (Episode 5)
6. Une question de choix (Episode 6)
7. Tel père, tel fils (Episode 7)

### Troisième saison (2018)
Elle a été diffusée du 13 septembre au 18 octobre 2018 sur Channel 4. Les épisodes, sans titre, sont numérotés de un à six.

## Accueil

### Audiences
Au Royaume-Uni, le premier épisode de la première saison attire 2,5 millions de téléspectateurs. La série perd la moitié des téléspectateurs au cours de la saison et l'avant-dernier épisode est suivi par 1,2 million de téléspectateurs. La série est suivie en moyenne par 2,5 millions de téléspectateurs.
En France, le premier épisode de la première saison est regardé par 5,46 millions de téléspectateurs, soit 20,4 % du public, et se retrouve au coude à coude avec Camping Paradis de TF1. Les quatre épisodes de la soirée sont suivis en moyenne par 4,6 millions de téléspectateurs, soit 19,3 % du public.

### Distinctions
- Festival de la fiction TV de La Rochelle 2015 : Meilleure série étrangère[10]